# Francesco Onofrio Manfredini
Francesco Onofrio Manfredini (ur. 1684 w Pistoi niedaleko Florencji, zm. 1762 tamże) – włoski kompozytor i skrzypek późnego baroku.
Manfredini uczył się śpiewu w chórze, a sztuki gry na skrzypcach w szkole skrzypcowej przy katedrze San Petronio w Bolonii. Jego nauczycielami byli kompozytorzy: Giuseppe Torelli, Girolamo Laurenti i Giacomo Antonio Perti. Jako wykształcony muzyk przyjął posadę w Ferrarze. W roku 1711 spotkał w Wenecji księcia Monako, Antonia I Grimaldiego, u którego pracował przez szesnaście lat. Dedykował mu swój op. 3. W 1727 wrócił do Pistoi, gdzie został kapelmistrzem katedry San Filippo.
Jego synami byli kompozytor i śpiewak-kastrat Giuseppe Manfredini i kompozytor Vincenzo Manfredini (1737–1799).
Pozostały po Manfredinim 43 dzieła, przy czym uważa się, że większa jeszcze cześć jego kompozycji została zniszczona (wziąwszy pod uwagę, że tworzył aż do śmierci w wieku 78 lat). Nadal w rękopisie pozostają liczne jego kompozycje.

## Dzieła
- 2 Oratoria w Bolonii
  - Święty Filip Nereusz tryumfujący (S. Filippo Neri trionfante), Bolonia, 1720
  - Tomasz Morus (Tommaso Moro), Bolonia, 1720
- 4 Oratoria w Pistoia, 1719–1728
  - Wypędzenie z raju ziemskiego (Il discacciamento dal paradiso terrestre), Pistoia
  - Podwójna ofiara Kalwarii (Il doppio sacrificio del Calvario), Pistoia
  - Ofiara Jefty (Il sacrificio di Jefte), Pistoia
  - Oblężenie Samarii (L’assedio di Sammaria), Pistoia
- Inna muzyka sakralna
  - Stabat mater (na sopran, alt, tenor, bas, dwoje skrzypiec, wiolę oraz basso continuo) - rękopis
- Concerto a violino solo et orchestra
- 12 Concertini per camera a violini e basso op. 1, Bolonia, 1704
- Sonata in trio (w Corona di dodifice fiori armonico), Bolonia, 1706
- 12 Sinfonie da chiesa a 2 violini, viola ad libitum e basso  op. 2, Bolonia, 1709
- 12 Concerti op. 3 (szczególnie znany nr 12 Concerto per il Natale - "koncert na Boże Narodzenie"), Bolonia, 1718
- Six Sonates pour deux Violons et B.C., wydane pośmiertnie w roku 1764, Londyn
- dalsze koncerty z różnymi kombinacjami instrumentalnymi
- Tractus Regole armoniche, Wenecja, 1775, dzieło teoretyczne o sztuce operowej